# South Park: Das Ende der Fettleibigkeit
South Park: Das Ende der Fettleibigkeit ist der siebte Paramount+-Film der Animationsserie South Park, der am 24. Mai 2024 veröffentlicht wurde.
Er behandelt das Thema der Fettleibigkeit, der Hype um Medikamente zur Gewichtsabnahme wie Semaglutid und Ozempic, sowie das amerikanische Gesundheitssystem parodiert.

## Handlung
Ein Arzt informiert Eric Cartman und dessen Mutter Liane, dass seine Fettleibigkeit gesundheitsgefährdend ist. Als Liane erklärt, dass gesunde Ernährung und Sport nicht geholfen haben, empfiehlt der Arzt ein Abnehmmittel namens Semaglutid. Cartman sieht darin die Chance, andere beleidigen zu können, ohne wegen seines Gewichts zurückbeleidigt zu werden, und denkt sogar daran, dies bis nach Pakistan auszudehnen. Da die Krankenkasse das Medikament nur bei Diabetes bezahlt, was Eric nicht hat, und es für Liane zu teuer ist, rät der Arzt Cartman, die Musik von Lizzo zu hören, um ein positiveres Körperbild (Body Positivity) zu entwickeln.
Cartman ist niedergeschlagen und seine Freunde Butters und Kyle wollen ihm helfen, eine Ausnahmeregelung bei seiner Versicherungsgesellschaft durchzubekommen. Sie müssen immer neue Atteste und Facharztmeinungen einholen und befinden sich irgendwann im Hamsterrad der komplexen Bürokratie des amerikanischen Gesundheitssystems und sind kurz davor aufzugeben, bis sie herausfinden, dass man das Rohpulver günstig aus Indien beziehen und mit lokalem biostatischem Wasser mischen und somit Semaglutid selbst herstellen kann. Sie legen los, auch ihre Freunde Stan und Kenny schließen sich diesem Vorhaben an. Erst testen sie es an Eric und wollen es dann alle Menschen verteilen, die kein Geld für die teuren Abnehmmedikamente haben.
Durch die neuen Abnehmemedikamente schrumpft der Umsatz der Zuckerindustrie erheblich, was sich das Zucker-Kartell, das aus Maskottchen von zuckerhaltigen Produkten besteht, nicht bieten lassen will. Schließlich greifen die Zuckermaskottchen die indische Fabrik der Jungen an, zerstören die Vorräte, ermorden die Arbeiter und brennen das Gebäude nieder. In den Nachrichten wird von einem „Angriff von Body-Positivity-Aktivisten“ gesprochen.
Währenddessen bemerkt Randy Marsh, dass viele Mütter in der Gegend Crop-Tops tragen, nachdem sie durch die Einnahme von Semaglutid eine straffe Taille bekommen haben – ein wiederkehrender visueller Gag. Als Randy eines der Crop-Tops seiner Tochter trägt, um sie in Verlegenheit zu bringen, laden ihn die Mütter zu einer Semaglutid-Sharing-Party ein. Randy beginnt, das Medikament selbst zu nehmen, weil er sie für eine Partydroge hält, die keinen Kater verursacht und den Appetit zügelt. Gleichzeitig fühlt sich seine Frau Sharon unsicher wegen ihres Gewichts und beginnt ebenfalls mit der Einnahme eines Medikaments: es im Gegensatz zu den Abnehmmedikamenten Lizzo, ein günstiges „Medikament gegen das Verlangen dünner zu sein“ von der Zuckerindustrie, mit dem sich der Patient gut fühlt mit seinem Gewicht, was jedoch zu skurrilen Nebenwirkungen führt. Der Arzt diagnostiziert bei ihr „Diabeardes“ (Diab-ear-des, also Diabetes im Ohr), wodurch sie als Diabetespatienten von ihrer Krankenkasse Semaglutid bezahlt bekommt.
Als die Regierung hart gegen den Missbrauch von Semaglutid vorgeht, geraten die Mütter, Randy und später auch Kyle und seine Freunde in nicht mehr an Semaglutid und sie rauben Apotheken und die Kinder in ihrem Labor aus. Kyle, nachdem das Zucker-Kartell die indische Fabrik gesprengt hat, kauft eine LKW-Ladung Semaglutid-Pulver von einem Lieferanten in North Carolina, doch der LKW wird von Randy und den Müttern gestohlen. Randy erkennt schließlich, dass sein Verhalten falsch ist, und entwendet den LKW. Die Mütter verfolgen ihn und später auch die Maskottchen des Zucker-Kartells. Obwohl Kenny stirbt, entkommen Randy und die Jungen, nur um festzustellen, dass der LKW leer ist, abgesehen von einem Versicherungsvertreter, der ihnen erklärt, dass die Versicherungen mit dem Lieferanten zusammenarbeiten – ein Hinweis auf die Komplexität des amerikanischen Gesundheitssystems.
Bevor Sharon ihre erste Semaglutid-Dosis injiziert, kommt Randy zu ihr und gesteht, dass er die Abnehmmedikamente selbst genommen hat. Sharon reagiert verständnisvoll, was Randy dazu bringt, ihre Beziehung zu schätzen. Er überzeugt sie, Semaglutid nicht zu nehmen, und lädt sie ein, gemeinsam, wie in ihren alten College-Tagen, in ein Motel zu gehen und MDMA zu nehmen.
Unterdessen hält Kyle in der Schulmensa eine flammende Rede gegen Fat-Shaming, die positiv aufgenommen wird. Überglücklich nutzt Cartman die neue Toleranz, um alle in der Stadt zu beleidigen, ohne wegen seines Gewichts zurückbeleidigt zu werden, und bucht einen Flug nach Pakistan, um damit weiterzumachen, womit die Anfangsszene wieder aufnimmt.

## Filmzitat
„Ich habe mich geirrt. Ich dachte, Dicke bräuchten einfach mehr Willenskraft, aber jetzt sehe ich, dass Willenskraft allein nicht ausreicht. Da sind die Zuckerindustrie, Pharmaunternehmen und Versicherungen, die alle nur versuchen, mit unserer Gesundheit Geld zu verdienen. Was nutzt einem Willenskraft, wenn diese bösen Kräfte uns jeden Tag manipulieren? Überhaupt nichts und ich habe etwas sehr wichtiges gelernt: Es ist nicht fair, jemanden die Schuld für sein Gewicht zu geben! Es sollte sich hier in der Schule, nein in der Gesellschaft, niemand mehr über Fettleibigkeit witzig machen!“